# Usa (Ōita)
Usa (宇佐市?) è una città giapponese della prefettura di Ōita.

## Storia
Nel 1960, quando l'economia giapponese era ancora in difficoltà a seguito della seconda guerra mondiale, si sparse la voce che il governo del Giappone avesse rinominato la città con il nome Usa, in modo che i prodotti esportati potessero essere etichettati come “MADE IN USA, GIAPPONE”. Questo presumibilmente per dare l'impressione che i prodotti fossero originari degli Stati Uniti, avvantaggiarsi nelle ispezioni doganali, ma ancora più importante contrastare lo stigma che vedeva i prodotti giapponesi inferiori a quelli americani.
Tuttavia, la città di Usa possedeva questo nome già prima della guerra, in quanto associata al nome del Santuario Usa dall'VIII secolo. Inoltre, Usa non è mai stata un importante centro industriale ed i prodotti esportati avrebbero dovuto essere etichettati con il paese di origine, non con quello della città.